# Naja atra
Китайская кобра, или чёрная очковая змея (лат. Naja atra) — вид ядовитых змей рода настоящих кобр семейства аспидов (Elapidae).

## Описание

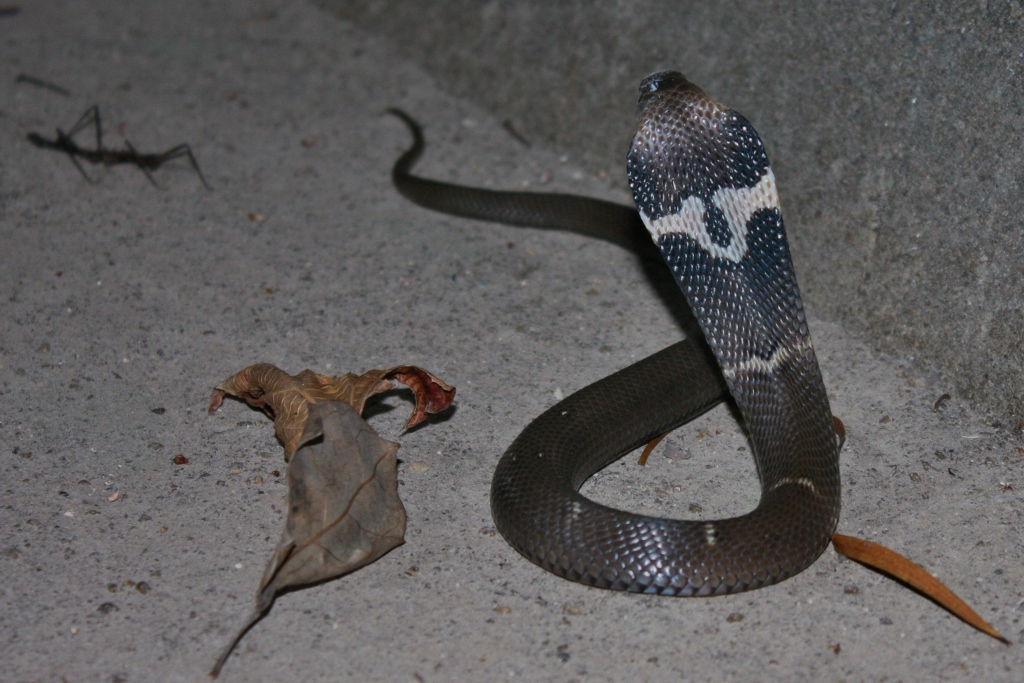
Узор «очков» на обратной стороне «капюшона» китайской кобры

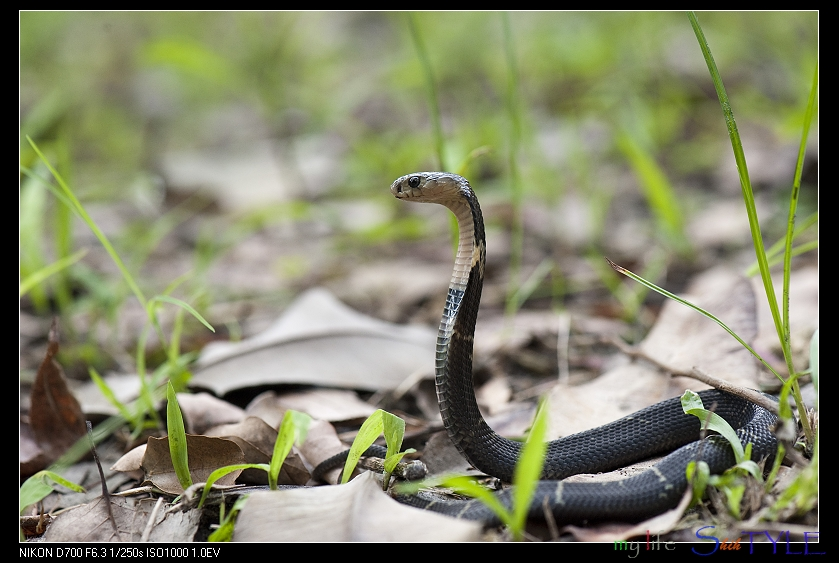

Китайская кобра — крупная змея длиной в среднем 1,6—1,8 метра, но иногда встречаются и более крупные экземпляры. Средняя продолжительность жизни китайской кобры составляет около 25—30 лет, причём кобры продолжают расти на протяжении всей своей жизни.
Обычно у Naja atra тёмный окрас тела, реже встречается светлый. Голова у змеи широкая, с крупными чешуйками, обладает своеобразным капюшоном, который она раздувает в случае угрозы, чтобы напугать нападающего.
Китайская кобра за один укус способна впрыснуть в свою жертву до 250 мг кардио- и нейротоксичного яда. В среднем доза яда колеблется от 100 до 180 мг. Он поражает нервную систему жертвы, вызывая сильную боль. Китайская кобра обычно не представляет опасность для человека, но может его атаковать при наличии угрозы для её жизни или кладки яиц. При укусе змеи человека можно спасти, если ввести противоядие в течение 1,5—2 часов. На месте укуса остаются серьёзные шрамы, вызванные некрозом тканей. Укус китайской кобры приводит к летальному исходу в 15% случаев. Кроме того, кобра может укусить, не впрыскивая яд, то есть сделать предупредительный укус. Naja atra имеет способность выстреливать ядом на расстояние до 2 метров с высокой точностью. Если такой яд попадет в глаза человека, есть вероятность потерять зрение, если не принять срочные меры.

## Ареал

Ареал распространения китайской кобры

Обитает в юго-восточных регионах Китая ( в том числе на Тайване) и в северных регионах Вьетнама и Лаоса. Наиболее распространённые места обитания Naja atra — это влажные тропические леса и прибрежные зоны рек, вдалеке от человека. Китайскую кобру можно встретить и в горных лесах на высотах до 1700—2000 метров. Из-за активной вырубки лесов под сельскохозяйственные нужды, китайские кобры вынуждены перебираться ближе к человеку в поисках пищи и мест проживания.

## Питание
Китайские кобры питаются мелкими позвоночными. Распространены случаи каннибализма, когда взрослые особи разоряют гнёзда других змей и поедают яйца и детёнышей во время отсутствия самки.

## Размножение
Брачный сезон у Naja atra начинается в начале лета. Перед спариванием возле самки собираются несколько самцов, между которыми начинается битва. Победитель спаривается с самкой. Перед тем, как отложить яйца, самка строит гнездо. Для этого змея выбирает подходящую яму и своим телом сгребает туда листья, мелкие ветки и прочий материал. Температуру гнезда змея регулирует количеством листьев: чем их больше, тем выше температура. Самка откладывает от 7 до 25 яиц, количество которых зависит от внешних условий: питания, температурного режима и других факторов. Самка бдительно охраняет свою кладку и в это время ничего не ест, отлучается только для того, чтобы утолить жажду. В это время Naja atra особенно агрессивна, может нападать на крупных животных, приближающихся к кладке. Высиживание длится 1,5—2 месяца. За 1—2 дня перед появлением потомства на свет, самка отправляется на охоту. Если змея этого не сделает, она может съесть свой выводок. Длина детёнышей после того, как они появляются из яиц, составляет около 20 сантиметров. Вылупившись, особь готова к самостоятельной жизни и покидает гнездо. Яд в этих змеях есть с рождения. Первое время молодые Naja atra питаются в основном насекомыми. После того, как змея вырастает до 90—100 сантиметров, она переходит на взрослое питание.

## Взаимодействие с человеком
Раньше Naja atra и других кобр часто использовали в качестве домашних животных для борьбы с грызунами. Даже сейчас в некоторых храмах Китая и Вьетнама можно встретить этих змей, что является скорее традицией, чем необходимостью.  В неволе этот вид кобр, как многие другие виды змей, размножается плохо, так как не всегда удаётся создать для них идеальные условия. Но всё же в некоторых провинциях Китая и Вьетнама их довольно успешно разводят на фермах, несмотря на сложности и опасность содержания этих змей в неволе. Наиболее успешное разведение этого вида находится в провинции Чжэцзян. Яд этих змей используется в фармацевтике, мясо употребляют в пищу, из кожи изготавливают аксессуары и сувениры для туристов.
МСОП присвоил таксону охранный статус «Уязвимые виды» (VU).